# Labroides
Genre
Labroides est un genre de poissons téléostéens (Teleostei), de la famille des Labridae. Ce genre comporte des poissons-nettoyeurs. 

## Liste d'espèces
Selon World Register of Marine Species (6 mai 2014), FishBase (6 mai 2014) et ITIS (6 mai 2014) :
- Labroides bicolor Fowler & Bean, 1928
- Labroides dimidiatus (Valenciennes, 1839) (Poisson nettoyeur de l'Indo-Pacifique)
- Labroides pectoralis Randall & Springer, 1975
- Labroides phthirophagus Randall, 1958
- Labroides rubrolabiatus Randall, 1958

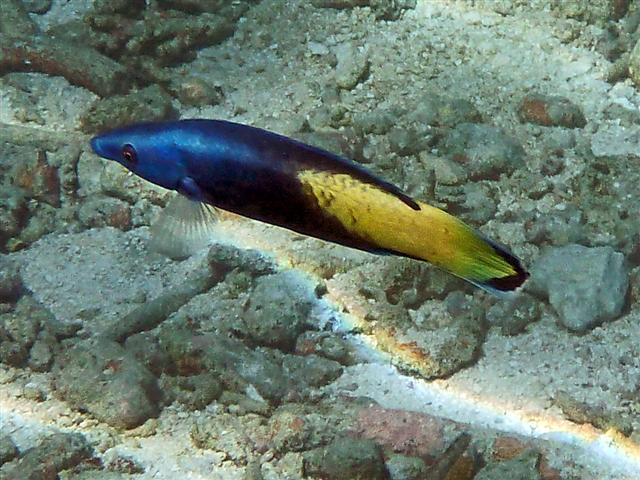
Labroides bicolor
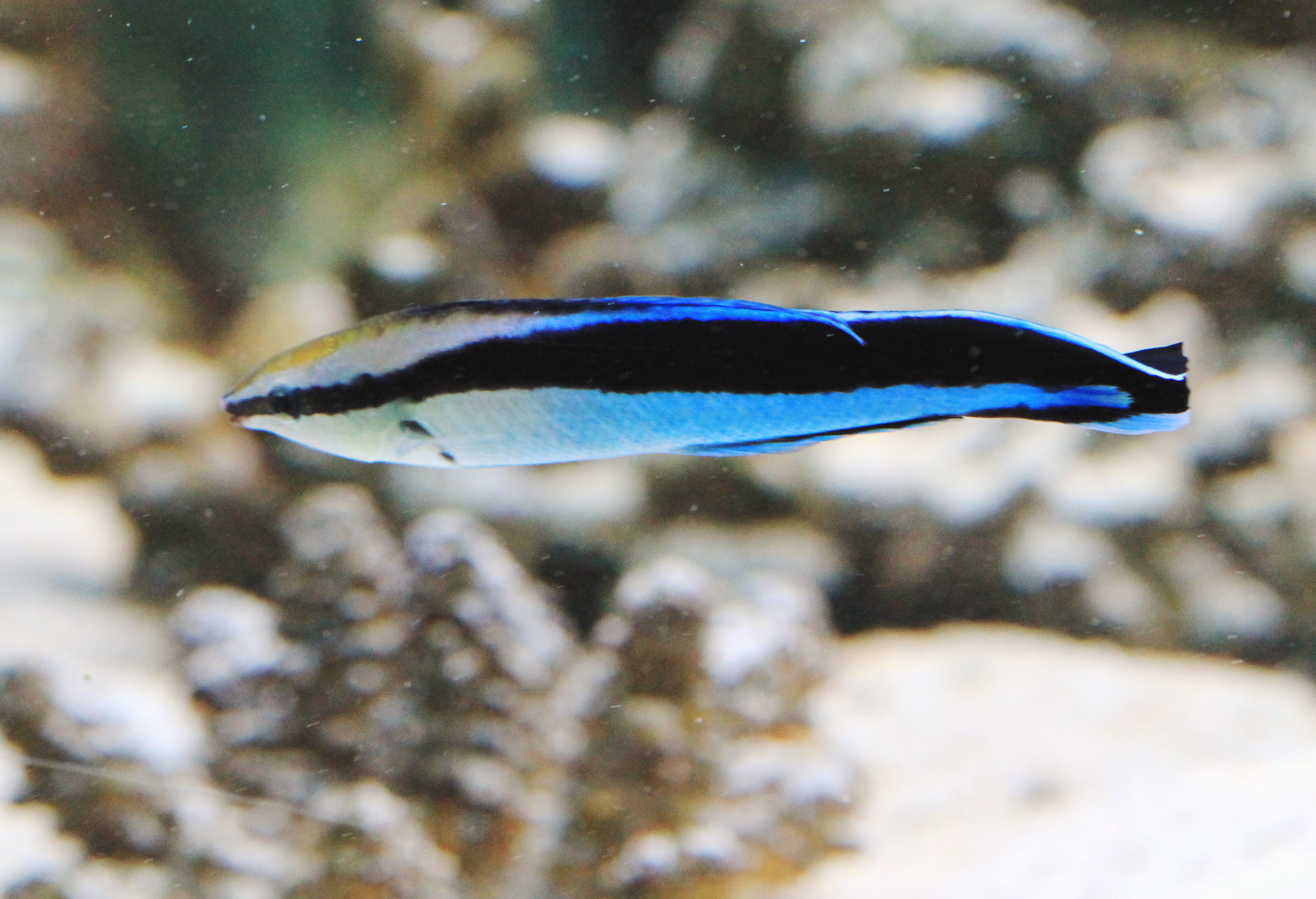
Labroides dimidiatus
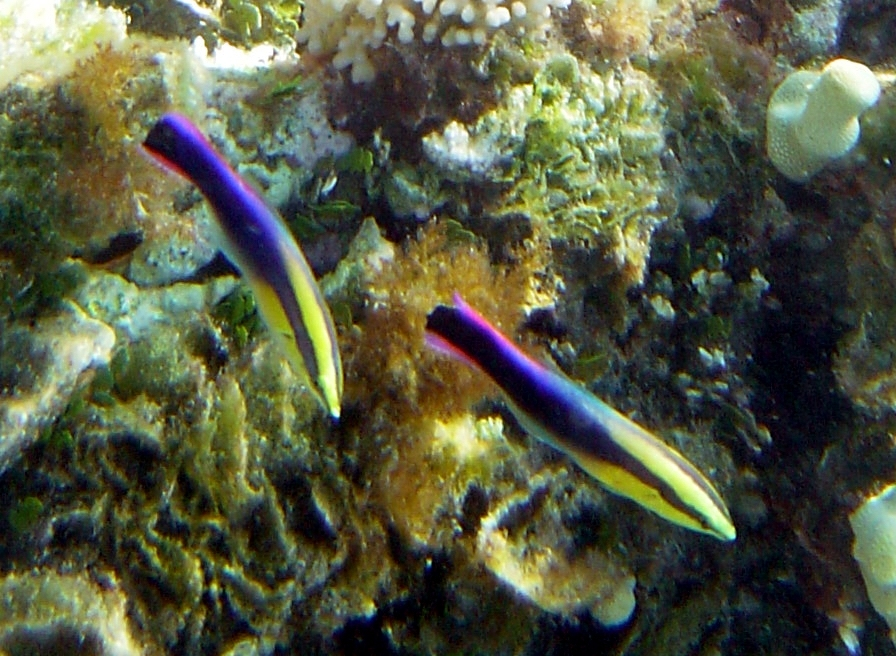
Labroides phthirophagus